# Hârtop
Hârtop település Romániában, Moldvában, Suceava megyében.

## Fekvése
Falticséntől 7 km-re, keletre fekvő település.

## Leírása
Hârtop 2004-ben vált külön Preutești-től és lett önálló település.